# Dalton McGuinty (fils)
Pour les articles homonymes, voir McGuinty et Dalton McGuinty.
Dalton James Patrick McGuinty Jr, né le 19 juillet 1955 à Ottawa, est un avocat et homme politique canadien du Parti libéral de l'Ontario, premier ministre de l'Ontario de 2003 à 2013.
Il est député d'Ottawa-Sud à l'Assemblée législative de l'Ontario sous la bannière du Parti libéral de l'Ontario de 1990 à 2013.

## Biographie

### Jeunesse et études
Né le 19 juillet 1955 à Ottawa, Dalton James Patrick McGuinty Jr est le fils du professeur et homme politique anglophone Dalton McGuinty et d'Elizabeth Pexton, infirmière francophone. Il est élevé de manière parfaitement bilingue au sein d'une grande famille, avec neuf frères et sœurs. Il est d'ascendance irlandaise par son père et anglaise et canadienne-française par sa mère. Il étudie la biologie et obtient une maîtrise de l'Université McMaster et un diplôme en droit de l'Université d'Ottawa avant de devenir avocat à Ottawa.

### Carrière politique
McGuinty est généralement vu comme un conservateur modéré sur le plan fiscal. Il déclare que son objectif premier est d'attirer plus d'investissement international vers l'Ontario, et vise un budget provincial équilibré pour l'année 2008-2009. Bien que son gouvernement augmente les impôts des particuliers dans son premier budget, malgré sa promesse électorale solennelle de ne pas augmenter les impôts, le budget inclut également un plan pour éliminer la taxe sur le capital des entreprises afin d'encourager l'investissement.
Sur les questions sociales, les positions de McGuinty sont progressistes. Il appuie le droit à l'avortement même s'il se dit personnellement pro-vie. Il appuie ouvertement le mariage homosexuel dans la campagne électorale qu'il remporte, et fait voter une loi modifiant la définition du mariage en Ontario tôt en 2005. Il intervient aussi auprès de la société maçonnique Shriners pour conserver un hôpital local.
Il est le deuxième premier ministre catholique dans l'histoire de la province, le premier étant John Sandfield Macdonald de 1867 à 1871. Toutefois, il est passible d'auto-excommunication en raison de son appui à la législation pro-avortement. Il est aussi controversé en raison de son appui aux expérimentations sur les cellules embryonnaires,.
Il démissionne de son poste de chef du Parti libéral et il proroge le gouvernement le 15 octobre 2012. 

### Vie privée
McGuinty a épousé Terri McGuinty, une enseignante à l'école primaire. Ils ont quatre enfants : Carleen, Dalton, Liam et Connor. Depuis 2004, son frère David représente la circonscription d'Ottawa-Sud à la Chambre des communes du Canada, la même circonscription que Dalton représentait autrefois au niveau provincial.

## Député provincial
Son père a été député à l'Assemblée législative de l'Ontario pour la circonscription d'Ottawa-Sud jusqu'à sa mort en 1990. On raconte souvent que les dix enfants de Dalton, père, se sont réunis pour décider lequel d'entre eux devrait être candidat pour remplacer leur père et ont sélectionné Dalton, fils, étant donné qu'ils avaient déjà 2000 pancartes portant ce nom dans le garage. Dalton, fils, remporte l'investiture du Parti libéral de l'Ontario dans Ottawa-Sud pour l'élection provinciale de 1990 et est élu à l'Assemblée législative en tant que député de l'ancienne circonscription de son père. 
Le gouvernement libéral de David Peterson est défait par surprise par le Nouveau Parti démocratique de l'Ontario (social-démocrate) lors de cette élection, et McGuinty est l'unique nouveau député libéral à être élu. Dans l'opposition, McGuinty assume les fonctions de critique libéral pour l'Énergie, l'Environnement et les Collèges et universités. Il est réélu dans Ottawa-Sud lors de l'élection provinciale de 1995 sans grande difficulté. Il quitte sa fonction de député d'Ottawa-Sud le 12 juin 2013 après presque 23 ans.

## Chef du Parti libéral
Lors de sa candidature à l'investiture du Parti libéral de l'Ontario en 1996, il est appuyé par John Manley, Murray Elston et Robert Chiarelli. Il est élu chef du parti lors du congrès d'investiture de 1996 lors d'une victoire-surprise sur l'avant-coureur Gerard Kennedy. McGuinty devient de ce fait le chef de l'opposition officielle à Queen's Park.
Kennedy, ancien dirigeant de la banque alimentaire torontoise Daily Bread, était populaire dans l'aile progressiste du parti, tandis que McGuinty a récolté ses appuis dans l'establishment du parti et l'aile droite plus libérale, que certains ont appelé le "mouvement n'importe-qui-sauf-Kennedy". McGuinty est arrivé quatrième lors des deux premiers tours de vote, mais il n'était pas loin derrière la troisième place Dwight Duncan. Il dépasse Duncan et Joe Cordiano lors des troisième et quatrième tours, recevant l'appui de leurs délégués pour remporter le cinquième tour contre Kennedy. McGuinty demeure le seul chef de parti canadien à avoir remporté l'investiture de son parti après avoir terminé quatrième au premier tour.

## Premier ministre de l'Ontario

### Démission
Le 15 octobre 2012, il démissionne de son poste de premier ministre et proroge le parlement jusqu'à l'élection de son successeur, notamment en raison des multiples controverses du gouvernement, soit le scandale du blanchiment d'argent aux services d'ambulances aériennes ORNGE, l'annulation de la construction de centrales au gaz ou encore le conflit opposant le  gouvernement aux syndicats d'enseignants de la province concernant la loi 115 et les nouvelles conditions de contrats de travail. Il restera député de sa circonscription, Ottawa-Sud, jusqu'au 12 juin 2013, où il annonce sa démission, après plus de 23 années en fonction.